# Stor vaxtagging
Stor vaxtagging (Mycoaciella bispora) är en svampart som först beskrevs av Stalpers, och fick sitt nu gällande namn av J. Erikss. & Ryvarden 1978. Mycoaciella bispora ingår i släktet Mycoaciella och familjen Meruliaceae.   Inga underarter finns listade i Catalogue of Life.
I den svenska databasen Dyntaxa används istället namnet Mycoacia bispora för samma taxon.  Arten är reproducerande i Sverige.